# Michèle Aubéry
Michèle Aubéry, ou Michèle Aubéry-Laurent, est une vigneronne française, pionnière de la viticulture en agriculture biodynamique. Elle est propriétaire du domaine Gramenon situé à Montbrison-sur-Lez dans la Drôme.

## Vie privée
Michèle Aubéry achève d'abord des études en soins médicaux et devient infirmière.
Au décès en 1999 de son époux, Philippe Laurent, elle décide de reprendre le domaine.

## Domaine
En 1978, Michèle Aubéry et Philippe Laurent acquièrent les 12 hectares de vieilles vignes à une altitude de 350 mètres, qui constituent le domaine Gramenon. Aujourd'hui, le domaine est constitué de 26 hectares, en appellation Côtes du Rhône à Vinsobres et Valréas,.
Le domaine cultive une diversité de cépages tels qu'en rouge, la grenache, le cinsault et la syrah ; et en blanc, le bourboulenc, la clairette et le viognier et propose une gamme issue pour partie de vinifications parcellaires.
Le domaine bénéficie de vignes centenaires mais également de 50 et 60 ans et produit environ 90 000 bouteilles par an.

## Philosophie
En 2010, le domaine Gramenon obtient la certification Demeter après avoir débuté le processus de conversion en biodynamie en 2006. Ce changement provoque des modifications sur le domaine en passant de 20 hectolitres par hectare à 28 hectolitres. Avec des collègues biodynamistes, elle monte le groupe Éclats de Lune afin d'échanger sur les pratiques.
Les vendanges sont réalisées à la main et respectent la philosophie de Michèle Aubéry qui considère qu'il est important de travailler la vigne sans la dominer afin de laisser s'exprimer le vin.

## Reconnaissance
Le célèbre critique de vin Robert Parker se présente deux fois au domaine et évalue la cuvée « Sagesse » 2006 à 91/100 et la cuvée « Mémé » à 90 pour le millésime 2005 et 89 pour le 2006.